# White Line Fever
White Line Fever (Infierno en la carretera en España e Infierno sobre ruedas en Hispanoamérica) es una película de 1975 dirigida por Jonathan Kaplan y protagonizada por Jan-Michael Vincent, Kay Lenz y Slim Pickens.

## Argumento
El exmilitar Carol Jo Hummer es un hombre que acaba de terminar su servicio en el ejército. Ahora busca la manera de comenzar una nueva vida junto a su novia Jerri Kane. Como siempre le ha gustado recorrer el país repartiendo mercancías, él, por eso, pide un préstamo al banco para poder comprarse un camión y cumplir así su sueño. Con los beneficios que él espera sacar, él tiene intención de casarse luego con Jerri.
Encuentra su sitio en la compañía de transporte de un viejo amigo de la familia, Duane. Sin embargo él pronto descubre que la mercancía que le hace repartir su jefe es ilegal. ¿Seguirá adelante a pesar de todo o se enfrentará a la red de contrabando?

## Reparto
| Actor               | Personaje         |
| ------------------- | ----------------- |
| Jan-Michael Vincent | Carrol Jo Hummer  |
| Kay Lenz            | Jerri Kane Hummer |
| Slim Pickens        | Duane Haller      |
| L. Q. Jones         | Buck Wessle       |
| Sam Laws            | Pops Dinwiddie    |
| Don Porter          | Cutler            |
| R. G. Armstrong     | Acusador          |
| Leigh French        | Lucy              |

## Producción
La película empezó a filmarse el 19 de febrero de 1975 y la filmación terminó en abril de 1975, seis semanas después. Se rodó para ello en Estados Unidos en Tucson, Arizona, y en Utah.

## Recepción
La película fue un éxito comercial, que generó mucho dinero para Columbia Pictures y que ayudó también a garantizar que la carrera de Kaplan continuara por un tiempo.
Hoy en día la película ha sido valorada en portales cinematográficos y por los críticos profesionales. En IMDb, con aproximadamente 2300 votos registrados, el filme obtiene una media ponderada de 6,1 sobre 10. En cuanto a Rotten Tomatoes, los más de 1000 votos registrados allí le dieron una valoración media de 3,5 de 5, mientras que los siete críticos profesionales registrados allí le dan una valoración media de 4,4 de 10. También cabe destacar, que en La Vanguardia el 62 % de los usuarios registrados allí le dan una valoración positiva.